# Ninh Minh
Ninh Minh (tiếng tráng: Ningzmingz, chữ Hán giản thể: 宁明县, âm Hán Việt: Ninh Minh huyện, bính âm: Níngmíng Xiàn), là một huyện thuộc thành phố cấp địa khu Sùng Tả (崇左市, bính âm: Chóngzuǒ Shì) của khu tự trị dân tộc Choang Quảng Tây, Trung Quốc. Huyện này có tổng diện tích diện tích là 3779 km², dân số năm 2010 là 412.300 người, trong đó người Tráng chiếm 77,1%. Ninh Minh giáp với tỉnh Lạng Sơn, Quảng Ninh của Việt Nam.

## Phân chia hành chính
Ninh Minh được chia ra 4 trấn và 10 hương, bao gồm:
- Trấn:
  - Ái Điếm
  - Hải Uyên
  - Minh Giang
  - Thành Trung
- Hương:
  - Bản Côn
  - Bắc Giang
  - Đà Long
  - Đình Lượng
  - Đông An
  - Đồng Miên
  - Na Kham
  - Na Nam
  - Trại An
  - Trì Lãng